# Horní Studénky
Horní Studénky là một làng thuộc huyện Šumperk, vùng Olomoucký, Cộng hòa Séc.